# Liste der preußischen Gesandten in Sachsen
Dies ist eine Liste der preußischen Gesandten im Kurfürstentum, Königreich und dem Freistaat Sachsen.

## Geschichte

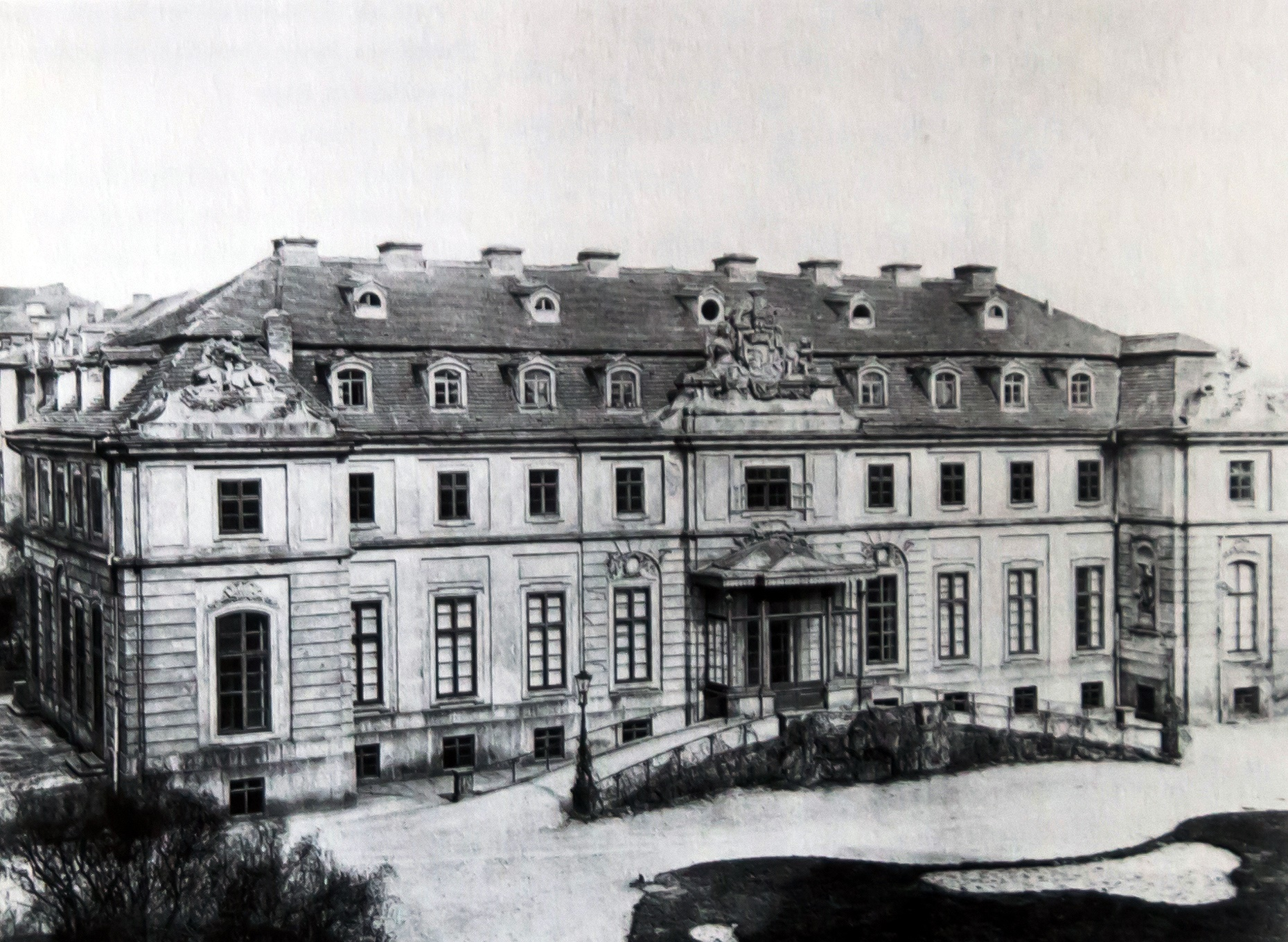
Palais Moszinska (um 1870)

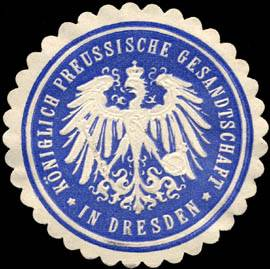
Siegelmarke der Königlich Preußischen Gesandtschaft

Seit dem Spätmittelalter bestimmten familiäre, durch Heiraten geknüpfte Bande zwischen den Dynastien der Wettiner und der Hohenzollern sowie eine 1457 geschlossene, im 16. Jahrhundert mehrfach erneuerte Erbeinung die Brandenburgisch-sächsischen Beziehungen. Ab dem 17. Jahrhundert waren die preußisch-sächsischen Beziehungen durch den politischen Machtzuwachs Preußens, und den dazu parallel einhergehenden Machtverlust Sachsens gekennzeichnet. Ab 1742 richtete Preußen eine Ständige Gesandtschaft in Dresden ein.
Größere Konflikte mit zeitweiligem Abbruch der diplomatischen Beziehungen bildeten der Erste (1740 bis 1742) und Zweite Schlesische Krieg (1745 bis 1746), der Siebenjährige Krieg (1756 bis 1763) und der Deutsch-Deutsche Krieg (1866). Mit der Schaffung des preußischen Außenministerium (1808) kam es zu einer strukturellen Neuordnung des preußischen Gesandtschaftswesen. Während der deutschen Befreiungskriege (1813–1815) kam es zu einem Abzug des diplomatischen Corps, aber keinem formalen Abbruch der Beziehungen.
Ab Mitte des 19. Jahrhunderts befand sich die Preußische Gesandtschaft im Palais Moszinska, Mosczinskystraße 5, im heutigen Stadtteil Seevorstadt-Ost/Großer Garten. Nach der Deutschen Reichsgründung (1871) war die Gesandtschaft weitestgehend bedeutungslos geworden, bevor sie 1924 aufgelöst wurde.

## Missionschefs
1650: Aufnahme diplomatischer Beziehungen

### Preußische Gesandte im Kurfürstentum Sachsen
(...)
- 1721 Kurt Christoph von Schwerin
- 1721–1726: Franz Wilhelm von Happe (1687–1760)[4]
- 1740 Christoph Heinrich von Ammon (1713–1783)

(...)
1742: Einrichtung einer Ständigen Gesandtschaft
- 1742–1745: Otto Leopold von Beeß (1690–1761)[4]

1745 bis 1746: Unterbrechung der Beziehungen
- 1746–1748: Joachim Wilhelm von Klinggräff (1692–1757)[4]
- 1748–1750: Johann Ernst von Voß (1726–1793)[4]
- 1750–1756: Hans Dietrich von Maltzahn

1757 bis 1763: Unterbrechung der Beziehungen während des Siebenjährigen Krieges
- 1763–1765: Adolf Friedrich von Buch (1732–1811)[4]
- 1765–1775: Adrian Heinrich von Borcke (1736–1791)
- 1775–1775: Joachim Erdmann von Arnim (1741–1804)[4]
- 1775–1787: Philipp Karl von Alvensleben (1745–1802)[4]
- 1787–1792: Karl Friedrich von Geßler (1753–1829)
- 1792–1794: Friedrich Abraham Wilhelm von Arnim (1767–1812)
- 1795–1806: Carl Christian von Brockhausen (1767–1829)[4][5]

### Preußische Gesandte im Königreich Sachsen
- 1807–18??: Peter Lautier, Geschäftsträger[6]
- 18??–1813: Karl Friedrich von Geßler (1753–1829)[6]
- 1813–1816: unbesetzt[1]
- 1816–1819: Johann Christian Magnus von Oelsen (1775–1848)[1]
- 1819–1848: Johann Ludwig von Jordan (1773–1848)
- 1848–1850: Julius von Canitz und Dallwitz (1815–1894), Geschäftsträger
- 1850–1852: Ferdinand von Galen (1803–1881)
- 1852–1852: von der Schulenburg
- 1853–1859: Heinrich Alexander von Redern (1804–1888)
- 1859–1859: Eberhard zu Solms-Sonnenwalde (1825–1912)
- 1859–1863: Karl Friedrich von Savigny (1814–1875)
- 1863–1863: von Gundlach
- 1863–1864: Otto Carl Josias von Rantzau (1809–1864)
- 1864–1864: von Buddenbruck
- 1864–1866: Gustav von Schulenburg-Priemern (1814–1890)

1866: Unterbrechung der Beziehungen zwischen Juni und Oktober
- 1866–1867: von Landsberg-Steinfurt
- 1867–1873: Friedrich von Eichmann (1826–1875)
- 1873–1878: Eberhard zu Solms-Sonnenwalde (1825–1912)
- 1878–1879: Otto von Dönhoff (1835–1904)
- 1879–1906: Carl August von Dönhoff (1833–1906)
- 1906–1911: Prinz Hans zu Hohenlohe-Oehringen (1858–1945)
- 1911–1912: unbesetzt
- 1912–1914: Alfred von Bülow (1851–1916)
- 1914–1919: Ulrich Karl Wilhelm von Schwerin (1864–1930)

### Preußische Gesandte im Freistaat Sachsen
- 1919–1920: unbesetzt
- 1920–1922: Herbert von Berger (1881–1965)
- 1922–1924: Schellen, Geschäftsträger

1924: Aufhebung der Gesandtschaft am 31. März